# ثعلب منقوط
ثعلب منقوط (نام علمی: Orchis punctulata) نام یک گونه از سرده ارکیده است.